# Фырат, Мурат
Мурат Фырат (тур. Murat Fırat; род. 23.09.1997) — турецкий борец греко-римского стиля, чемпион Европы 2022 года, призёр чемпионатов Европы 2021 и 2024 годов. Член сборной Турции по борьбе.

## Биография
Мурат выиграл бронзовую медаль в весе до 67 кг на Средиземноморских играх 2018 года в Таррагоне, Испания.
На чемпионате Европы по борьбе 2021 года, который проходил в Варшаве, турецкий спортсмен в весовой категории до 67 кг, сумел завоевать бронзовую медаль. В этом же году на чемпионате мира в Осло стал пятым.
На чемпионате Европы по борьбе 2022 года, который проходил в Будапеште, турецкий спортсмен в весовой категории до 67 кг, сумел стать чемпионом, выиграв все свои поединки. На Средиземноморских играх 2022 года в оране, Алжир, в категории до 67 кг стал чемпионом.